# Steven Relyveld
Steven Relyveld (Paramaribo, 12 juli 1964) is een Surinaamse politicus voor de Nationale Democratische Partij en jurist. Relyveld was van 2013 tot 2017 minister van Ruimtelijke Ordening, Grond- en Bosbeheer (RGB).

## Biografie
Relyveld is van inheemse afkomst.

### Jurist
Relyveld heeft zich na het behalen van zijn bul aan de Anton de Kom Universiteit gespecialiseerd in arbeidsrecht. In 2010 was hij als rechter in opleiding verbonden aan het ministerie van Justitie en Politie.

### Directeur ministerie ATM
Voordat Relyveld minister werd, was hij sinds begin 2011 directeur, oftewel de hoogste ambtenaar van het ministerie van Arbeid, Techonologische ontwikkeling en Milieu (ATM). Tussen 1990 en 1995 was hij beleidsambtenaar op het ministerie van Arbeid, net als in 2010 tot begin 2011.

### Minister ministerie RGB
Na drie gereshuffelde ministers en een ad interim trad Relyveld in op 21 juni 2013 aan als minister van Ruimtelijke Ordening, Grond- en Bosbeheer (RGB).

Kort na zijn aantreden kondigde hij aan dat hij wilde zorgen dat inwoners sneller over grondpapieren gingen beschikken. Ondanks zijn inheemse achtergrond verhinderde hij echter niet dat grondbeschikkingen en hout- en goudconcessies werden uitgegeven aan derden op geclaimd inheems grondgebied. Kort voor de verkiezingen van 25 mei 2015, op 30 april, reikte hij bereidverklaringen van 900 bouwkavels in Nickerie uit. In de twee jaar voor de verkiezingen deelde Relyveld bij elkaar 17.000 beschikkingen uit. Het zou volgens hem niet om een verkiezingsstunt gaan, omdat de grote aantallen direct voor de verkiezingen bereidheidsverklaringen zouden betreffen. Hij voegde daar niettemin aan toe dat als het aan hem als minister lag, de mensen na de verkiezingen ook de toewijzingen zouden krijgen. Hij bleef aan tot tot 1 februari 2017 en werd toen zelf vervangen.